# Roberto Cavallo De Robertis
Roberto Cavallo De Robertis (Caracas, 28 aprile 1967) è un ex calciatore venezuelano, di ruolo difensore o centrocampista.

## Biografia
Di origini italiane (per la precisione piemontesi), una volta ritiratosi dall'attività agonistica è divenuto economista, imprenditore e direttore sportivo.
Nel 2006 si è candidato a deputato italiano nella Circoscrizione Estero, nella lista Per l'Italia nel Mondo, ottenendo 2 038 preferenze nella ripartizione "America meridionale".

## Caratteristiche tecniche
Giocava come difensore o centrocampista difensivo.

## Carriera

### Club
Debuttò in Primera División all'età di 16 anni con il Deportivo Italia. Dopo 7 campionati si è trasferito al Caracas Fútbol Club; una volta ritiratosi dal calcio a 11 ha iniziato a giocare a beach soccer.

### Nazionale
Giocò 12 partite in Nazionale tra il 1989 e il 1991. Disputò da titolare le edizioni 1989 e 1991 della Coppa America. Nel corso della sua carriera partecipò al torneo di qualificazione per campionato del mondo 1990, scendendo in campo in 4 occasioni.

## Palmarès

### Club

#### Competizioni nazionali
- Campionato venezuelano: 4

Caracas: 1991-1992